# Arthur Amundsen
Arthur Martinius Amundsen (født 22. marts 1886 i Oslo, død 25. februar 1936 i Vestre Aker) var en norsk gymnast, som deltog i to olympiske lege i begyndelsen af 1900-tallet.
Amundsen var ved OL 1908 i London med på det norske hold, som vandt sølv i holdkonkurrencen i gymnastik efter svensk system. Svenskerne vandt guld 438 point, mens nordmændene fik 425 point og Finland på tredjepladsen 405. Der var otte hold med i konkurrencen.
Ved OL 1912 i Stockholm var han igen på det norske hold i gymnastik efter svensk system. Igen vandt svenskerne guld efter at have opnået 937,46 point, mens Danmark blev toer med 898,84 point, og nordmændene vandt bronze med 857,21 point. Kun disse tre hold deltog i konkurrencen.